# Espíritu (álbum)
Espíritu es el séptimo álbum de estudio de la banda de rock argentina Mancha de Rolando, publicado en abril de 2006 con la producción del grupo, junto con Álvaro Villagra. A partir de este álbum se integró a la banda el tecladista Pablo Pastori.
Con el título Espíritu, riesgo, amor y fantasía lanzaron el primer DVD de la banda, con videoclips, sets acústicos y vídeos inéditos del realizador Diego Pernía, siendo la reedición de Espíritu publicada en junio de 2007, y en formato CD+DVD.

## Descripción
El disco tiene un fuerte compromiso en canciones como «Sangre», en la que el dirigente de la Corriente Clasista y Combativa, Carlos Santillán, desliza algunas consignas, y en otras como «El Chino» en las que sobrevuela el espíritu de Lou Reed.

### Significado del nombre "Espíritu"
El álbum, según Franchie Barreiro, fue titulado así porque:

"La palabra espíritu nace en el momento en que estábamos grabando el disco, y es una palabra que nace más por lo sentimental que por lo cerebral".
Franchie, entrevistado en 2006.

### Diseño artístico
En el sobre interno del disco, hay una foto de la banda con la explicación que dice: 

"Este disco nos puso cara a cara con nuestra esencia, y nuestro espíritu. Abriéndonos los ojos un poco más sobre la amistad, la música y la confianza. Nos hizo más hermanos y más humanos, más fuertes y sensibles a la vez...".

## Contenido
El álbum contiene 10 canciones inéditas, y dos covers de los cuales son «Vagabundear» de Joan Manuel Serrat (reedición del álbum Cabaña Elderly), y «El sur de la ciudad» de Pappo's Blues.
Del álbum se desprenden los sencillos «Antes», «Cabron», «Chino», «Regala», «Sincera» y «En la altura», de los cuales todos cuentan con videoclip oficial.

## Lista de canciones
Todas las canciones escritas y compuestas por Manuel Quieto, excepto lo indicado. 
| Espíritu: Edición estándar |                               |                    |          |  |
| N.º                        | Título                        | Escritor(es)       | Duración |  |
| 1.                         | «Regala»                      |                    | 3:11     |  |
| 2.                         | «Chino»                       |                    | 3:22     |  |
| 3.                         | «Cabrón»                      |                    | 3:26     |  |
| 4.                         | «Antes»                       |                    | 2:25     |  |
| 5.                         | «Sangre»                      |                    | 5:29     |  |
| 6.                         | «Sincera»                     |                    | 3:50     |  |
| 7.                         | «Hasta acá»                   |                    | 4:49     |  |
| 8.                         | «Extraña calma»               |                    | 4:29     |  |
| 9.                         | «En la altura»                |                    | 2:52     |  |
| 10.                        | «Vagabundear» (Nueva versión) | Joan Manuel Serrat | 4:20     |  |
| 11.                        | «Rock»                        |                    | 3:10     |  |
| 12.                        | «El sur de la ciudad»         | Pappo              | 5:58     |  |

| Espíritu, riesgo, amor y fantasía (DVD) |                            |          |  |
| N.º                                     | Título                     | Duración |  |
| 1.                                      | «Regala»                   |          |  |
| 2.                                      | «Cabrón»                   |          |  |
| 3.                                      | «Chino»                    |          |  |
| 4.                                      | «Rock»                     |          |  |
| 5.                                      | «En la altura»             |          |  |
| 6.                                      | «El sur de la ciudad»      |          |  |
| 7.                                      | «Antes»                    |          |  |
| 8.                                      | «Vagabundear»              |          |  |
| 9.                                      | «Sangre»                   |          |  |
| 10.                                     | «Sincera»                  |          |  |
| 11.                                     | «Hasta acá»                |          |  |
| 12.                                     | «Extraña calma»            |          |  |
| 13.                                     | «Espíritu»                 |          |  |
| 14.                                     | «Extras: acústico y fotos» |          |  |

## Músicos
- Manuel Quieto — voz y guitarra.
- Carlos Esteban Báez — bajo.
- Sebastián Cavalletti — batería.
- Franchie Barreiro — guitarra.
- Pablo Pastori — teclado.

## Datos técnicos
- Álvaro Villagra — productor e ingeniero de sonido.[3]